# Stéphane Proulx
Stéphane Proulx (Sainte-Adèle, 12 de dezembro de 1965 — Sainte-Adèle, 21 de novembro de 1993) foi um piloto canadense de automobilismo.

## Carreira
Filho da ex-modelo, atriz e empresária Monique Proulx, que também chegou a correr nos anos 70, Stéphane deu seus primeiros passos no automobilismo em 1981, antes de completar 16 anos, pilotando karts. Em seguida passou para os monopostos, na Fórmula Ford 2000 canadense.
No ano de 1987 Proulx disputou os campeonatos canadense e do Quebec desta mesma categoria, sendo que na edição québécoise, venceu três corridas. Já na divisão canadense, venceu seis provas e foi ao pódio em outras três. Em 1988, participou de um campeonato regional que usava modelos Porsche 994. Mostrando talento tanto nos monopostos quanto no turismo, venceu uma prova e subiu ao pódio em outra.

## A prisão
Também em 1988, Proulx foi preso após correr a mais de 200 km/h em uma estrada de seu país. Condenado a 21 dias de prisão, foi libertado por influência de um advogado que gostava de automobilismo.
O mais curioso desta passagem de Proulx na cadeia foi que ele recebia na cela executivos da Imperial Tobacco, negociando patrocínio para a temporada de 1989 da Fórmula 3000. Mesmo ainda afetado pela imprudência que cometera, ele, contratado pela equipe GA, acertou o patrocínio com os cigarros Player's, sendo o primeiro piloto de destaque a ser patrocinado pela empresa.

## Retomada da carreira
Livre da prisão, Stéphane pode, enfim, disputar a temporada de 1989. No paddock, era comum ver o canadense desarrumado e rindo tranquilamente.
Apesar do senso de humor que ostentava, o piloto não era tão bem-visto pela mídia, que o considerava um "aventureiro ególatra, passional e rude" com os jornalistas.
A temporada de 1990 foi turbulenta para Proulx que, mesmo correndo na competitiva equipe Pacific, não conseguiu obter resultados de destaque, se envolvendo em vários acidentes, alguns até violentos.
Na Fórmula Atlantic Proulx teve um bom ano de estreia, chegando a vencer a etapa de Vancouver, preliminar de uma prova da Fórmula Indy. 
Viajou para a França em 1992, numa tentativa de reerguer sua carreira no automobilismo europeu. Conseguiu um Dallara da equipe Project Racing e disputou cinco provas, chegando a subir uma vez ao pódio.

## O golpe
Quando Proulx estava se reerguendo na carreira, um exame de sangue rotineiro mudou para sempre a vida do canadense: ele descobriu que era portador do vírus HIV. O piloto acabara contraindo a doença de sua namorada, que era francesa. Debilitado pelo vírus, Proulx retornou ao Canadá para fazer tratamento. Mesmo atingido pela AIDS, ele não desistiu de correr, arranjando uma vaga na F-Atlantic para 1993.
Mas a via-crúcis de Proulx começava justamente na primeira prova, em Phoenix. Uma roda ejetada pelo carro de um outro competidor acertou a cabeça do canadense, causando fraturas no crânio. Inconsciente, ele não conseguiu mais controlar seu carro, que bateu logo depois.
Em estado gravíssimo, Proulx foi levado ao hospital, mas teve uma ligeira recuperação, passando a ficar em casa se recuperando. Entretanto, preso em seu quarto, o canadense não resistiu à AIDS e ao edema cerebral que sofrera no acidente, morrendo no dia 21 de novembro. A sua mãe, Monique, estava ao seu lado na hora do falecimento.